# Vodní mlýn Na Krahulici
Na Krahulici (Kraholic Mühle) byl vodní mlýn v Přešíně u Čížkova v okrese Plzeň-jih, který stál na Přešínském potoce na samotě západně od obce směrem na Louňovou. V letech 1958–2014 byl chráněn jako nemovitá kulturní památka České republiky. Mlýnice byla zbořena v roce 1988, zachované zůstalo obytné stavení s navazujícími chlévy a torzem stodoly.

## Historie
Mlýn je zaznamenán na Císařských povinných otiscích z roku 1838.

## Popis
Mlýn byl původně opřený o hráz malého rybníka. Souběžně se zaniklou budovou mlýnice stojí stavení chlévů s přilehlým obytným domem. K chlévům kolmo přiléhá torzo stodoly. Vjezd do dvora byl původně mezi stodolu a mlýnici. Obytné stavení s chlévy jsou mladšího data než zbořená mlýnice.